# パイミオのサナトリウム
パイミオのサナトリウム（フィンランド語: Paimion Parantola, 英語: Paimio Sanatorium）は、フィンランドのサナトリウム（結核療養所）である。

## 概要
南西スオミ県トゥルク郡のパイミオに所在する建築物であり、建築家アルヴァ・アールトによって設計された。現在は、トゥルク大学付属の総合病院として用いられている。

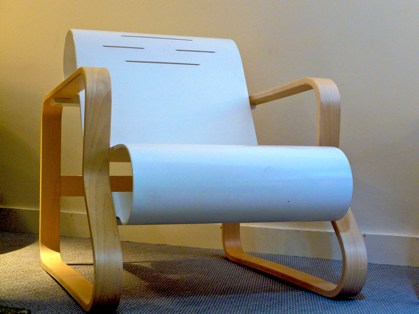
パイミオ・チェア

トゥルク近郊にある木々に覆われた深い森の中に、機能主義と呼ばれる建築様式によって建てられた。1928年に建築コンペティションの要項が発表され、翌1929年にアールトによる設計案が1等に入選した。1929年に着工が行われ、1933年に完成した。
アールトとその妻、アイノは、このサナトリウムのために「パイミオ・チェア」と呼ばれる安楽椅子を製作している。

## 構成
エントランス棟の南側に6階建ての病室棟があり、それぞれの病室は南東を向いているため、朝日を浴びることができる一方で、西日が避けられるようになっている。メインエントランスに設けられた車寄せの庇は、意図的に左右非対称にデザインされている。

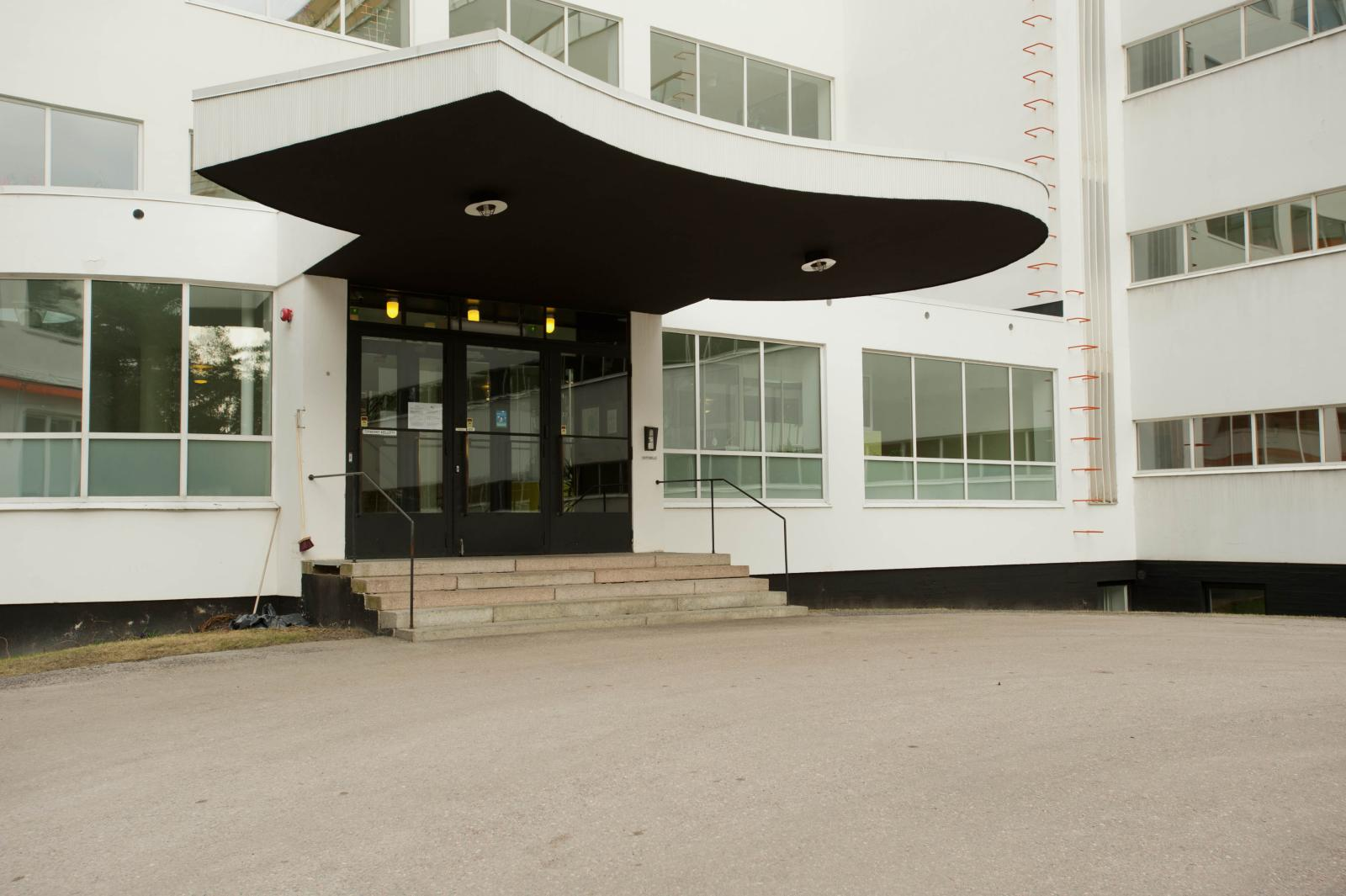
メインエントランスの車寄せ

病室棟の窓は、格子状にデザインされている。病室棟の末端には、ガラス張りのエレベーターシャフトが設けられている。病室棟の東側には、外気浴棟がある。病室棟の廊下側の壁面には、ル・コルビュジエによって提唱された近代建築の五原則の1つである水平連続窓が採用されている。最上階には、日光浴や外気浴をするためのテラスが設けられている。

エントランス棟の北側には、食堂棟、医師棟、サービス棟の他、自動車の車庫などがある。食堂は、日光を十分に取り入れるために、天井が高く取られ、南面には大きな窓が設けられている。サービス棟にある煙突に付随している白色の筒は、煙突の熱を利用して水を加熱していた装置である。